# Station Bielawa Zachodnia Dworzec Mały
Station Bielawa Zachodnia Dworzec Mały is een spoorwegstation in de Poolse plaats Bielawa.